# Mayres (Ardèche)
Mayres é uma comuna francesa na região administrativa de Auvérnia-Ródano-Alpes, no departamento de Ardèche. Estende-se por uma área de 30,07 km². Em 2010 a comuna tinha 270 habitantes (densidade: 9 hab./km²).